# الشرطة الزرقاء

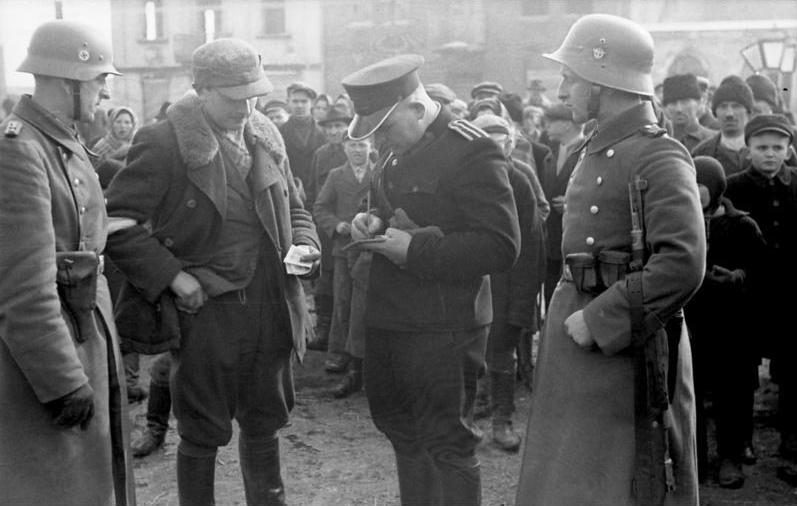
شرطي بولندي بجانب جنديين ألمانيان عام 1941م.

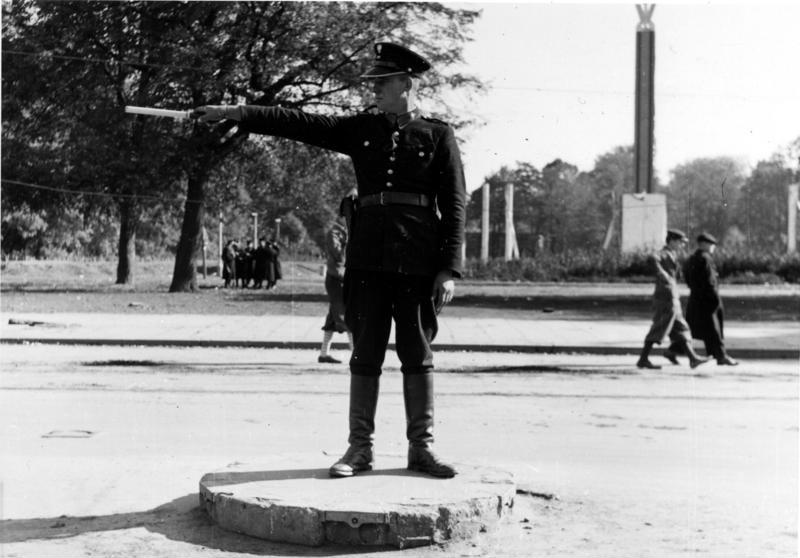
صورة لشرطي 1939م.

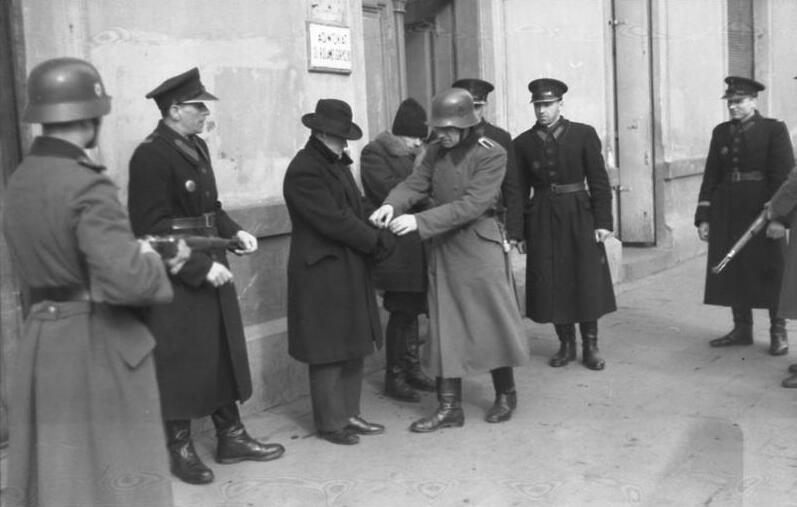
جندي ألماني يعاين شخصاً وسط الحراسة من رجال الشرطة البولنديين في شهر يناير عام 1941م.

الشرطة الزرقاء ، والتسمية الرسمية الشرطة البحرية الزرقاء (بالبولندية: Granatowa policja)، هي الشرطة التي تتبع الحكومة البولندية المؤقتة والحليفة لـ ألمانيا النازية منذ بداية عام 1939م وحتى بعد سقوط بولندا على يد قوات التحالف الدولي والتي حاربها الاتحاد السوفيتي عام 1944م.